# 渡島支庁

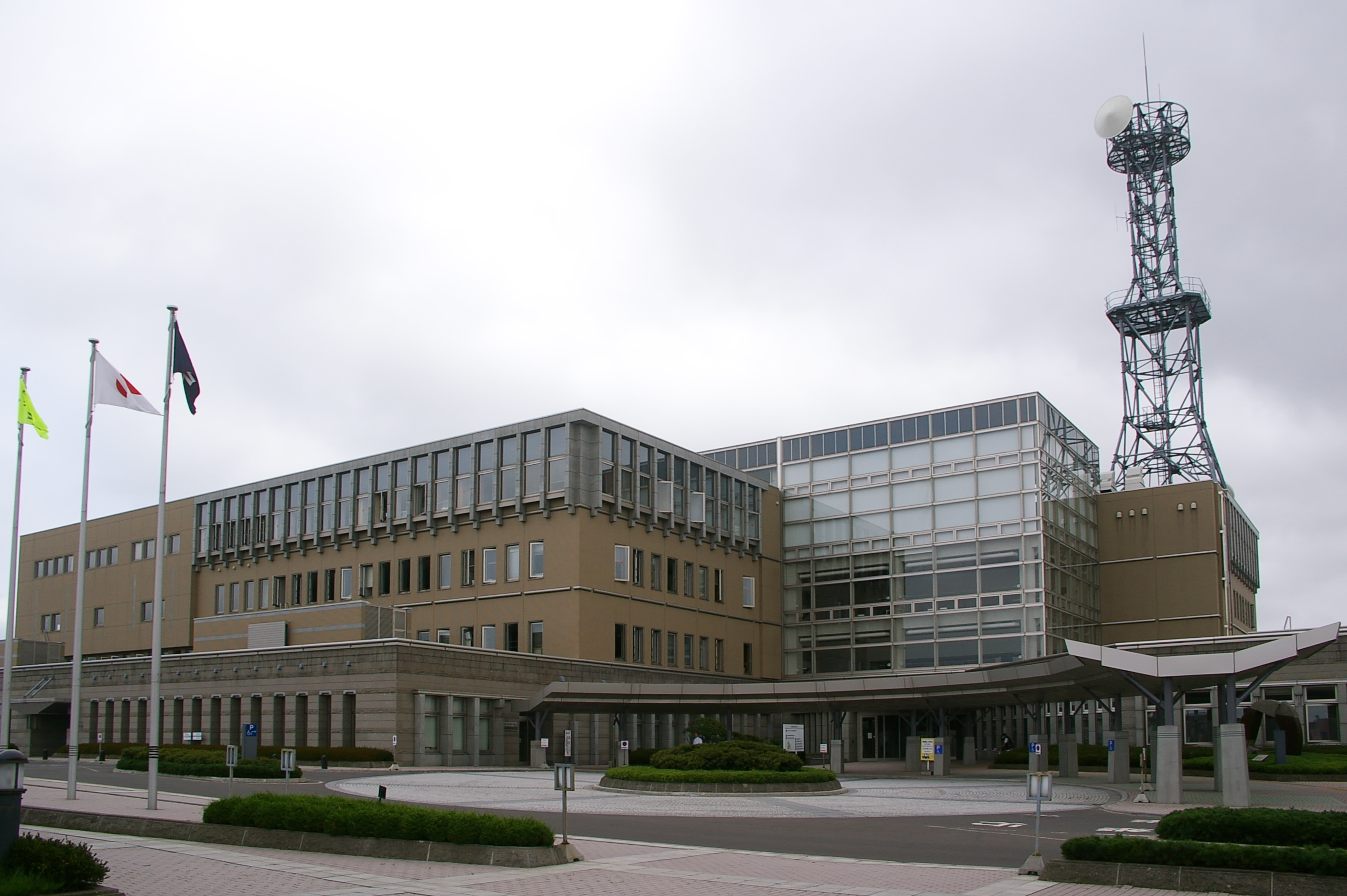
渡島総合振興局がある北海道渡島合同庁舎（函館市）

渡島支庁（おしましちょう）は、かつて北海道に存在した支庁のひとつ。支庁名は渡島国に由来する。支庁所在地は函館市。美原4丁目に庁舎を移転するまでは、五稜郭近隣の函館市五稜郭町26番1号（現在は函館市中央図書館が建っている）に庁舎を構えていた。2010年（平成22年）4月1日、渡島総合振興局に改組。

## 歴史
- 1897年（明治30年）11月2日 - 函館支庁、亀田支庁、松前支庁が設置される。
- 1899年（明治32年）10月1日 - 函館支庁が廃止される。また、亀田支庁が函館に移され、函館支庁と改称する。
- 1903年（明治36年）12月22日 - 松前支庁が函館支庁に合併される。
- 1922年（大正11年）8月17日 - 函館支庁から渡島支庁へと改称する。
- 1948年（昭和23年）10月20日 - 地方自治法の施行に基づき支庁は都道府県が条例で任意に設置する総合出先機関となり、北海道支庁設置条例（昭和23年9月27日条例第44号）が施行される（条例で亀田郡、上磯郡、松前郡、茅部郡、山越郡、二海郡を所轄区域、支庁の位置を函館市と定める）[1]。
- 1983年（昭和58年） - 鹿部村が町制施行して鹿部町となった。
- 2004年（平成16年）12月1日 - 函館市が戸井町・恵山町・椴法華村・南茅部町の4町を編入合併した。
- 2005年（平成17年）4月1日 - （旧）森町と砂原町が合併して（新）森町となった。
- 2005年（平成17年）10月1日 - 山越郡八雲町と爾志郡熊石町が新設合併し、二海郡八雲町となった。これにより、旧熊石町域は、檜山支庁を離脱して渡島支庁管轄となった。
- 2006年（平成18年）2月1日 - 上磯町と大野町が合併して北斗市となった。
- 2008年（平成20年）6月28日 - 北海道議会において､檜山支庁を渡島支庁に編入する等､14支庁を9地域に再編し、名称を支庁から地域振興局に改める旨の条例案が可決された｡この条例では、檜山振興局は道南総合振興局の下に置かれることになっていた。
- 2009年（平成21年）3月31日 - 他の総合振興局への編入対象となった支庁の反発を受け、北海道議会で条例の改正案が可決。これに伴い、振興局は総合振興局と同等の扱い（地方自治法上の支庁）へ改められるとともに、広域で所管することが望ましい業務に関しては隣接する総合振興局の所掌事務とすることが出来るとされた。
- 2010年（平成22年）4月1日 - 渡島支庁が廃止され、渡島総合振興局が発足。

## 地理
渡島国
- 1. 函館市
- 2. 松前郡松前町
- 3. 松前郡福島町
- 4. 上磯郡知内町
- 5. 上磯郡木古内町
- 6. 北斗市
- 7. 亀田郡七飯町
- 8. 茅部郡鹿部町
- 9. 茅部郡森町

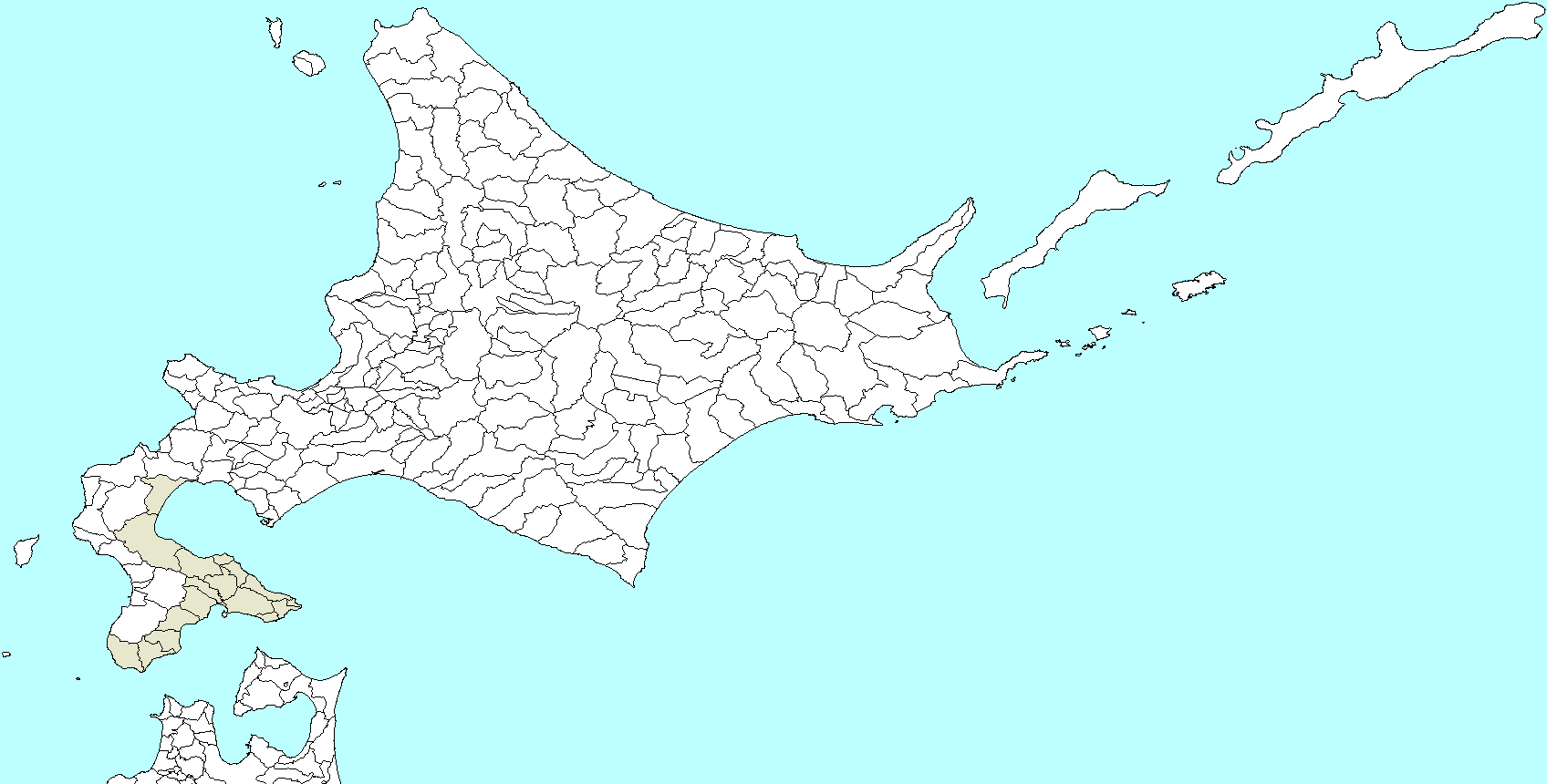
道内における渡島支庁の位置

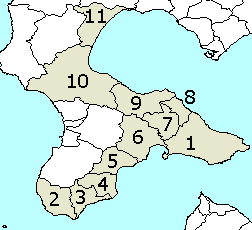
渡島支庁の市町村
1. 函館市2. 松前町3. 福島町4. 知内町5. 木古内町6. 北斗市7. 七飯町8. 鹿部町9. 森町10. 八雲町11. 長万部町

- 10. 二海郡八雲町（旧落部村や旧熊石町に相当する地域は渡島国）

胆振国
- 10. 二海郡八雲町（旧落部村や旧熊石町以外の地域）
- 11. 山越郡長万部町

## 人口

### 都市雇用圏（10% 通勤圏）の変遷
以下は、函館市を中心市とする都市雇用圏（10% 通勤圏、中心都市の DID 人口が1万人以上）の変遷である。一般的な都市圏の定義については都市圏を参照のこと。なお、この表で熊石町よりも下の地域は胆振国。
- 10% 通勤圏に入っていない自治体は、各統計年の欄で灰色かつ「-」で示す。

| 支庁 ('80) | 自治体 ('80) | 1980年                 | 1990年                 | 1995年                 | 2000年                 | 2005年                 | 2010年                 | 自治体 （現在） | 総合振興局 （現在） |
| ---------- | ------------ | ---------------------- | ---------------------- | ---------------------- | ---------------------- | ---------------------- | ---------------------- | --------------- | ------------------- |
| 渡島       | 松前町       | -                      | -                      | -                      | -                      | -                      | -                      | 松前町          | 渡島                |
| 渡島       | 福島町       | -                      | -                      | -                      | -                      | -                      | -                      | 福島町          | 渡島                |
| 渡島       | 知内町       | -                      | -                      | -                      | -                      | -                      | -                      | 知内町          | 渡島                |
| 渡島       | 木古内町     | 函館 都市圏 39万5403人 | -                      | -                      | -                      | -                      | -                      | 木古内町        | 渡島                |
| 渡島       | 上磯町       | 函館 都市圏 39万5403人 | 函館 都市圏 37万5536人 | 函館 都市圏 37万3296人 | 函館 都市圏 36万6677人 | 函館 都市圏 37万0744人 | 函館 都市圏 35万5622人 | 北斗市          | 渡島                |
| 渡島       | 大野町       | 函館 都市圏 39万5403人 | 函館 都市圏 37万5536人 | 函館 都市圏 37万3296人 | 函館 都市圏 36万6677人 | 函館 都市圏 37万0744人 | 函館 都市圏 35万5622人 | 北斗市          | 渡島                |
| 渡島       | 七飯町       | 函館 都市圏 39万5403人 | 函館 都市圏 37万5536人 | 函館 都市圏 37万3296人 | 函館 都市圏 36万6677人 | 函館 都市圏 37万0744人 | 函館 都市圏 35万5622人 | 七飯町          | 渡島                |
| 渡島       | 函館市       | 函館 都市圏 39万5403人 | 函館 都市圏 37万5536人 | 函館 都市圏 37万3296人 | 函館 都市圏 36万6677人 | 函館 都市圏 37万0744人 | 函館 都市圏 35万5622人 | 函館市          | 渡島                |
| 渡島       | 戸井町       | 函館 都市圏 39万5403人 | 函館 都市圏 37万5536人 | 函館 都市圏 37万3296人 | 函館 都市圏 36万6677人 | 函館 都市圏 37万0744人 | 函館 都市圏 35万5622人 | 函館市          | 渡島                |
| 渡島       | 恵山町       | -                      | -                      | -                      | -                      | 函館 都市圏 37万0744人 | 函館 都市圏 35万5622人 | 函館市          | 渡島                |
| 渡島       | 椴法華村     | -                      | -                      | -                      | -                      | 函館 都市圏 37万0744人 | 函館 都市圏 35万5622人 | 函館市          | 渡島                |
| 渡島       | 南茅部町     | -                      | -                      | -                      | -                      | 函館 都市圏 37万0744人 | 函館 都市圏 35万5622人 | 函館市          | 渡島                |
| 渡島       | 鹿部村       | -                      | -                      | -                      | -                      | -                      | -                      | 鹿部町          | 渡島                |
| 渡島       | 砂原町       | -                      | -                      | -                      | -                      | -                      | -                      | 森町            | 渡島                |
| 渡島       | 森町         | -                      | -                      | -                      | -                      | -                      | -                      | 森町            | 渡島                |
| 檜山       | 熊石町       | -                      | -                      | -                      | -                      | -                      | -                      | 八雲町          | 渡島                |
| 渡島       | 八雲町       | -                      | -                      | -                      | -                      | -                      | -                      | 八雲町          | 渡島                |
| 渡島       | 長万部町     | -                      | -                      | -                      | -                      | -                      | -                      | 長万部町        | 渡島                |

## 庁舎
旧庁舎は1909年（明治42年）に函館市元町に木造2階建ての建物が建設された（旧北海道庁函館支庁庁舎）。道指定有形文化財となっている。
その後、1950年（昭和25年）10月に大手町の日魯ビルに移転した。
1956年（昭和31年）に五稜郭町に渡島支庁総合庁舎が竣工して移転（跡地は函館市中央図書館）。さらに1997年（平成9年）11月25日に渡島支庁合同庁舎として美原に移転した。